# 花と狼の帝国
花と狼の帝国（はなとおおかみのていこく）は、TEAM D.O.C(藤田貴美・山下友美の合作ペンネーム）による漫画作品。白泉社「セリエミステリー」誌1996年2月号～同誌1997年6月号に連載。
第二次大戦中にナチ独裁下のドイツで抵抗運動を行った「白バラ」という実在の青年組織をモデルに描かれたフィクション。掲載誌廃刊後は、角川の「あすか歴史ロマンDX」（「ミステリーDX」の増刊誌）での読みきりを経て、続編の5巻を同人誌で発行。
著者両名の意思により、2003年3月に未完にて終結すること・続編執筆なしとの「終結宣言」発表。
それによると、白泉社既刊分1～4巻の復刊・同人誌発表の5巻の再版もなし。
今後、この作品において著者両名は一切、コメントを行わず、問い合わせにも応じない。